# Vênus de Dolní Věstonice

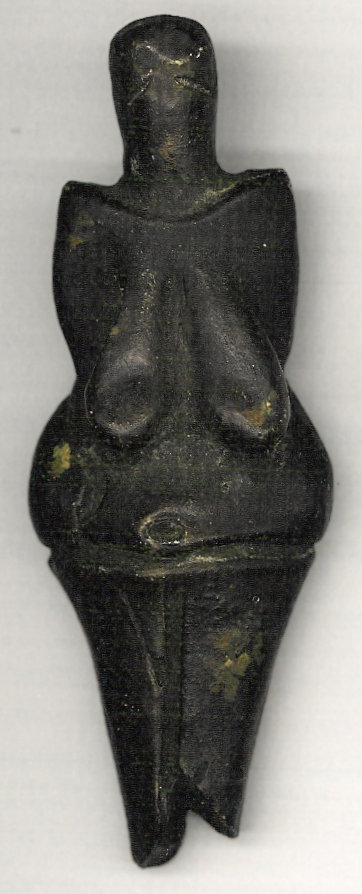
Vênus de Dolní Věstonice

A Vênus de Dolní Věstonice (em tcheco: Věstonická Venuše) é uma estatueta de terracota de uma figura feminina (Vênus), datada entre 29000 a.C. e 25000 a.C. (manufaturas gravettenses), que foi encontrada no sitio arqueológico de Dolní Věstonice paleolítico situado na aldeia homônima (a sul de Brno, na República Tcheca).
Esta conhecida Vênus apareceu nas primeiras campanhas.
Mede 111 milímetros de altura (embora faltem parte das extremidades inferiores), e 43 mm de largura.
Esta estatueta poderia ser uma das evidências mais antigas da cerâmica.
Tem a cabeça sem pormenor algum, exceto duas incisões que poderiam representar os olhos.
Os braços apenas são esboçados, por outro lado os grandes peitos, o umbigo e a linha inguinal foram elaborados com muito detalhe.
Embora perdesse os pés, parece que teve um extremo inferior pontiagudo.
Os últimos estudos chegaram a localizar uma impressão digital (marcada na argila antes da cocção) que, aparentemente, pertenceu a um menino dentre sete e quinze anos (porém, não se acredita que fosse o autor).
As escavações, além disso, poderiam tirar à luz a oficina de um artista paleolítico, pois esta figura é uma mais entre centenas que apareceram na segunda moradia (ursos, mamutes, cavalos, raposas, rinocerontes, mesmo uma coruja; além de outras figuras femininas, algumas muito estilizadas) com mais de 2000 bolas de argila sem moldar:
| “ | Em Dolní Věstonice foi descoberta a moradia de um artista. Esta ficava isolada do acampamento principal, e era caracterizada por apresentar uma forma construtiva diferente. Nas cinzas do lar central —em parte abobadado a jeito de forno— encontraram-se mais de 2200 pequenas obras plásticas e fragmentos de obras de barro cozido. Por sua vez, a existência de fragmentos de flautas indica que também a própria cabana era o lugar de celebração de cerimônias mágicas e onde o criador dos objetos de arte, um sábio mago ou sacerdote xamã, tinha a sua morada | ” |

## Conservação

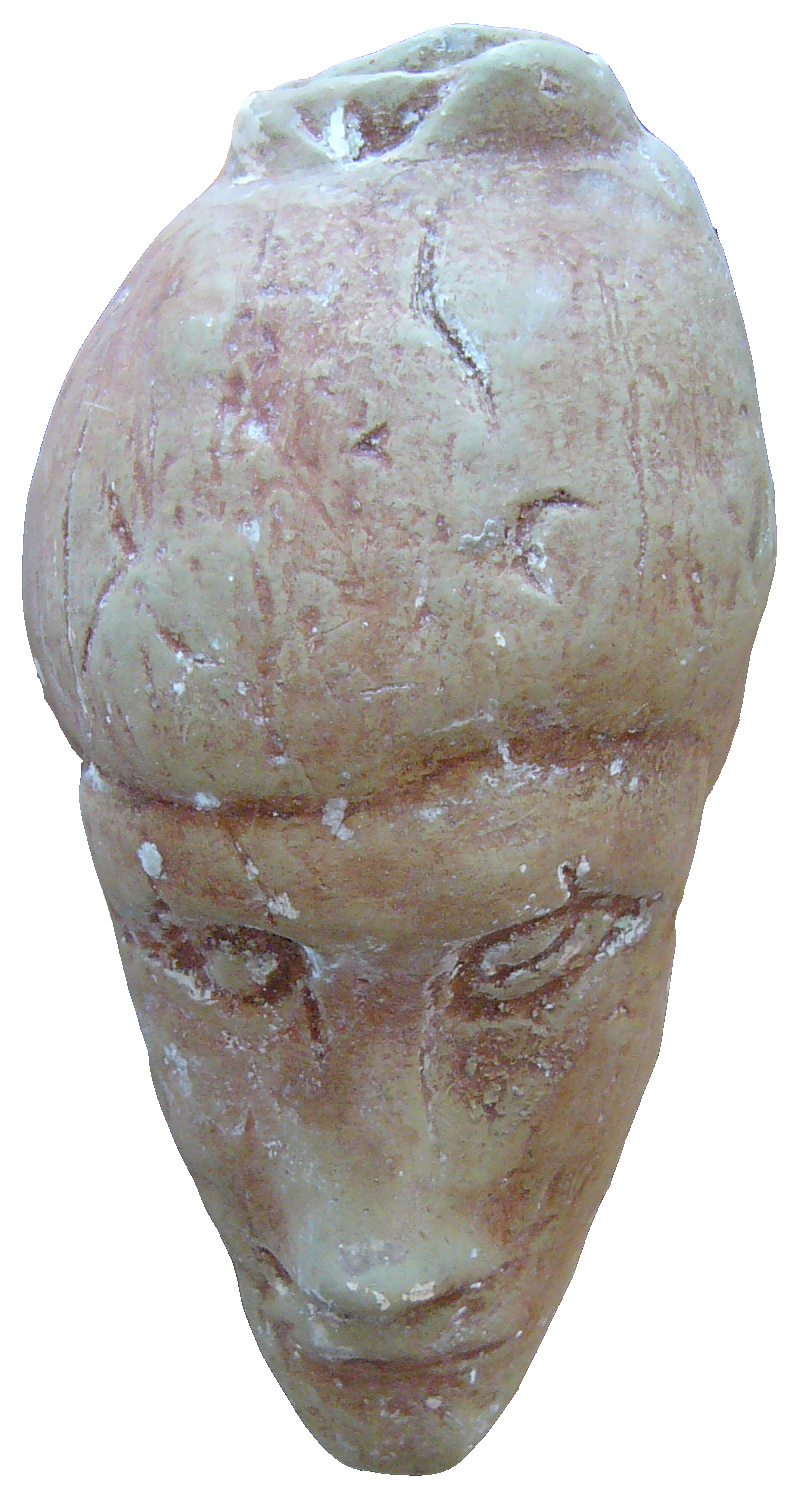
Foto de um molde de gesso da cabeça feminina de marfim de mamute de Dolni Vestonice conhecida como Dolni Vestonice Vênus XV. Um molde de gesso é branqueado e apresenta uma morfologia melhor que um original. Uma escultura com 45 mm de altura mostra provavelmente o primeiro retrato de uma cabeça de mulher feita de osso de mamute. Localidade: Dolní Věstonice, cultura gravetiana.

A Vênus de Dolní Věstonice está no Museu de Brno. Devido à sua delicadeza, não é exposta ao público, mas apenas uma réplica.
No mesmo sítio de Dolní Věstonice apareceram várias esculturas de marfim, entre elas vários rostos muito realistas, bem como um boneco masculino articulado.

## Galeria

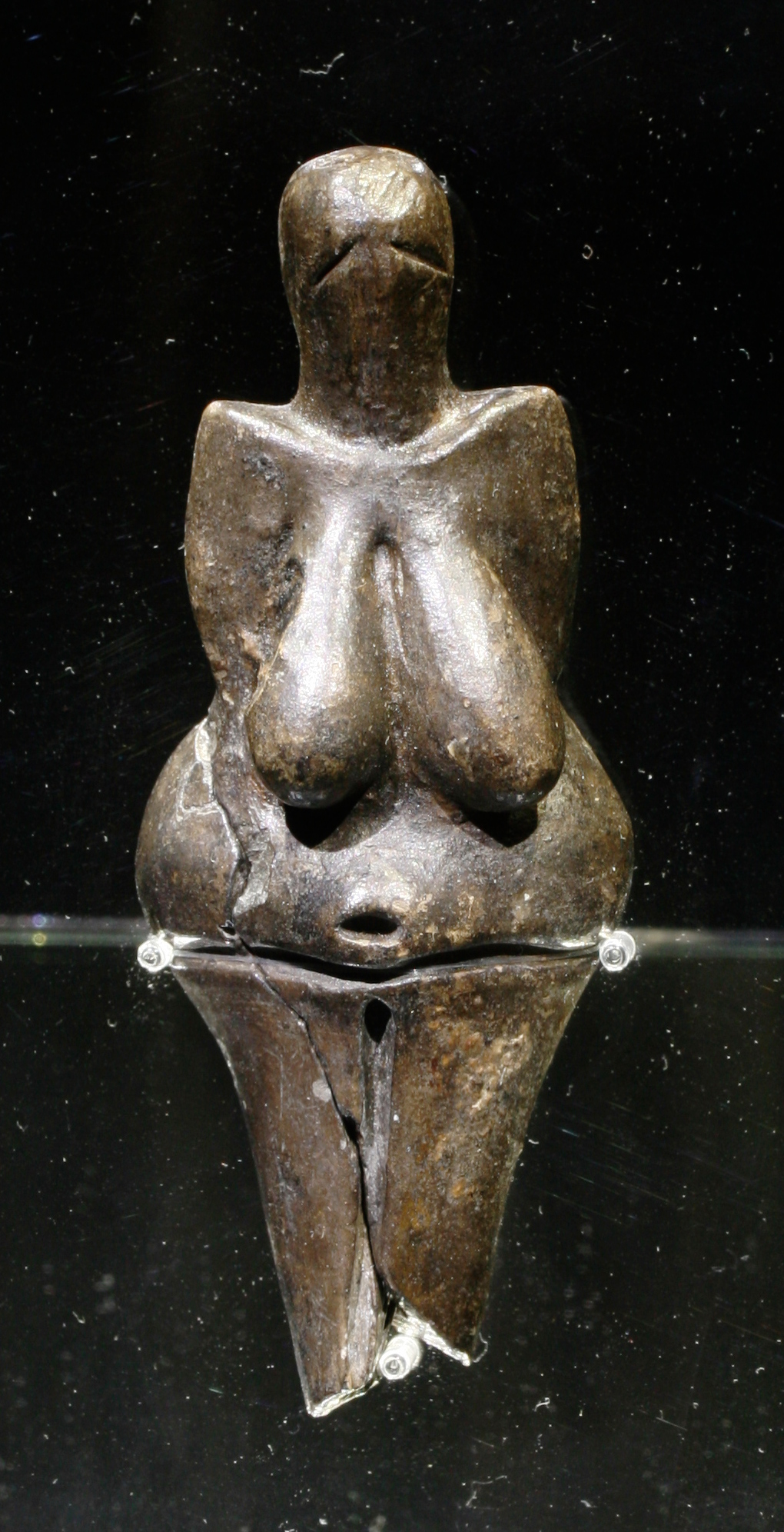
Vênus de Dolní Věstonice
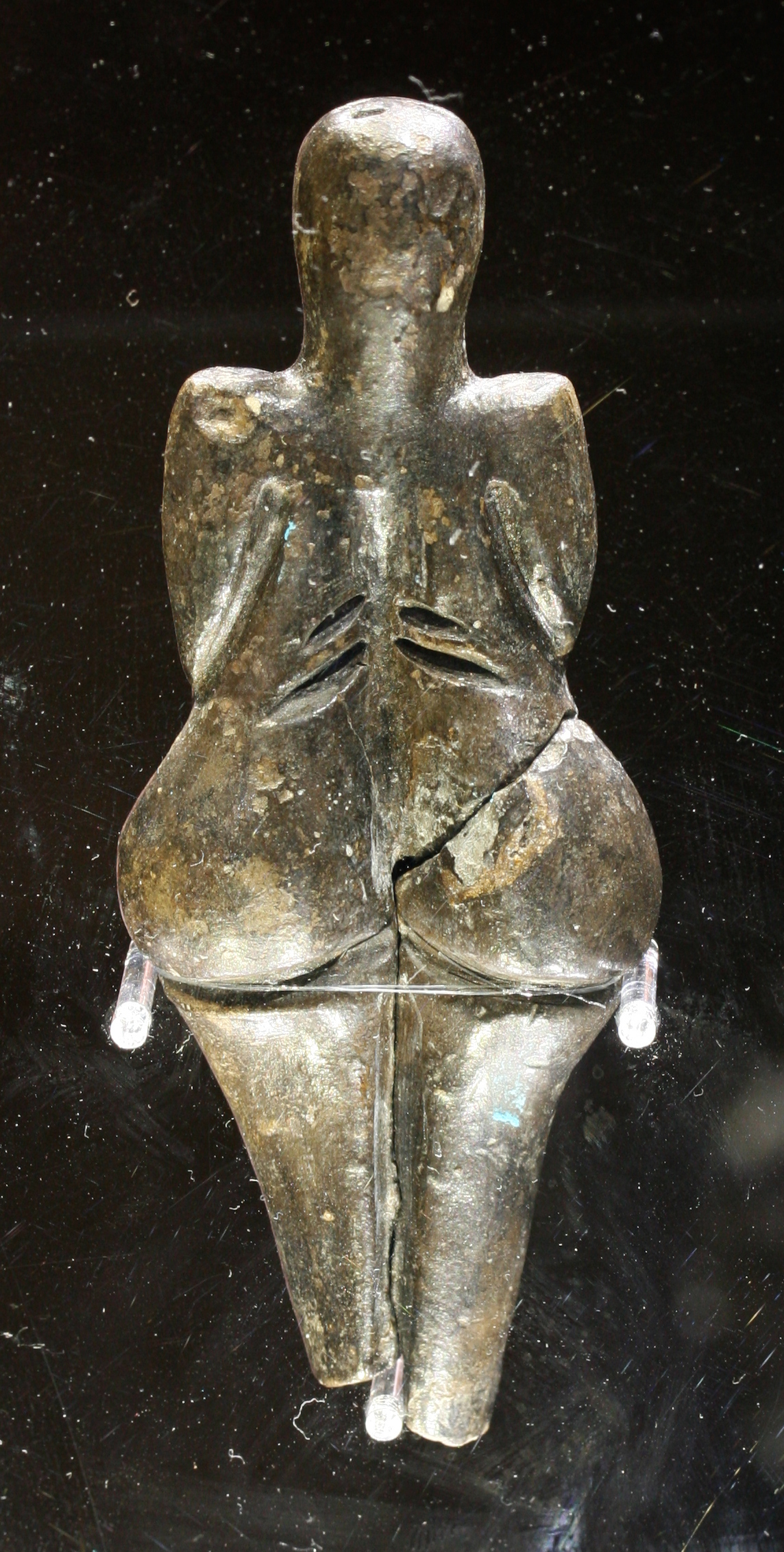
Vênus de Dolní Věstonice (parte traseira)
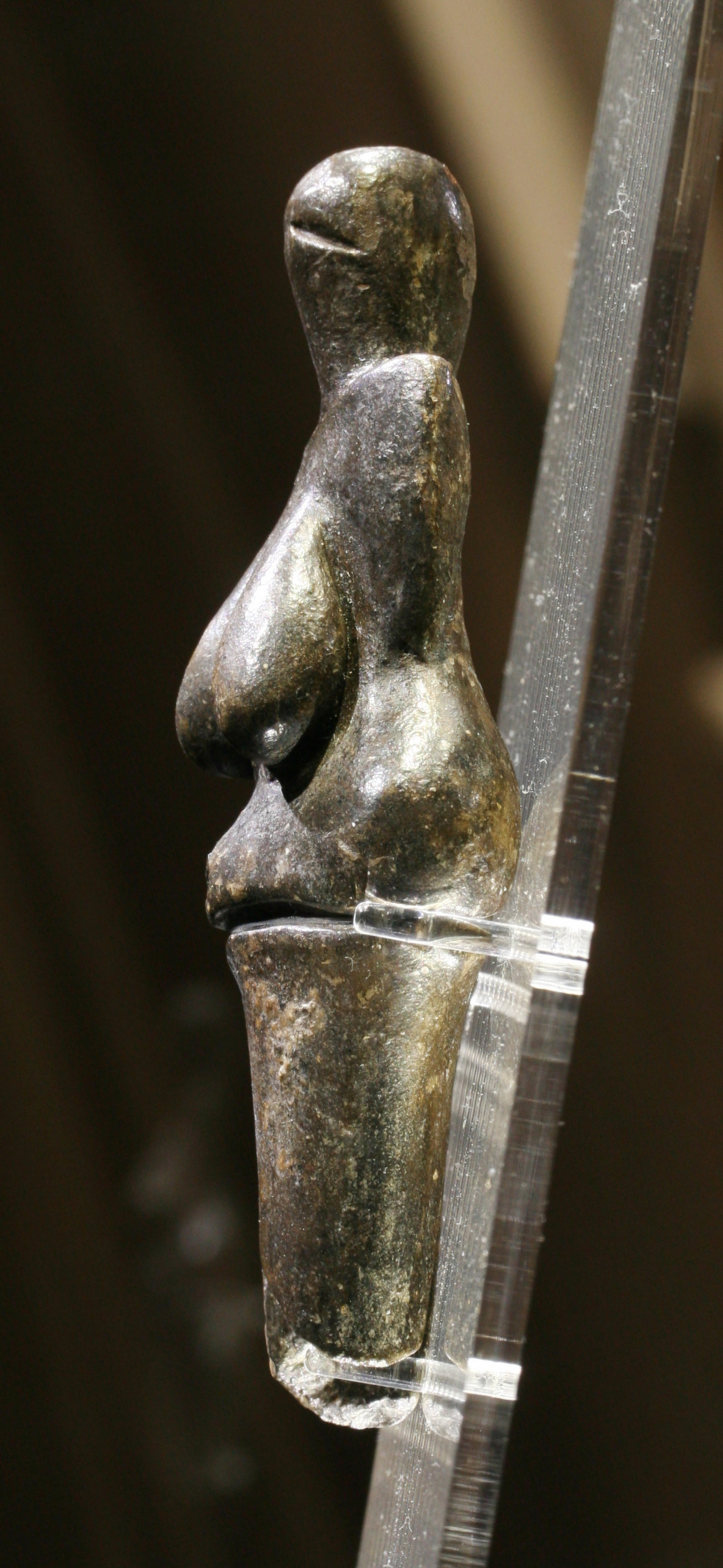
Vênus de Dolní Věstonice (parte esquerda)
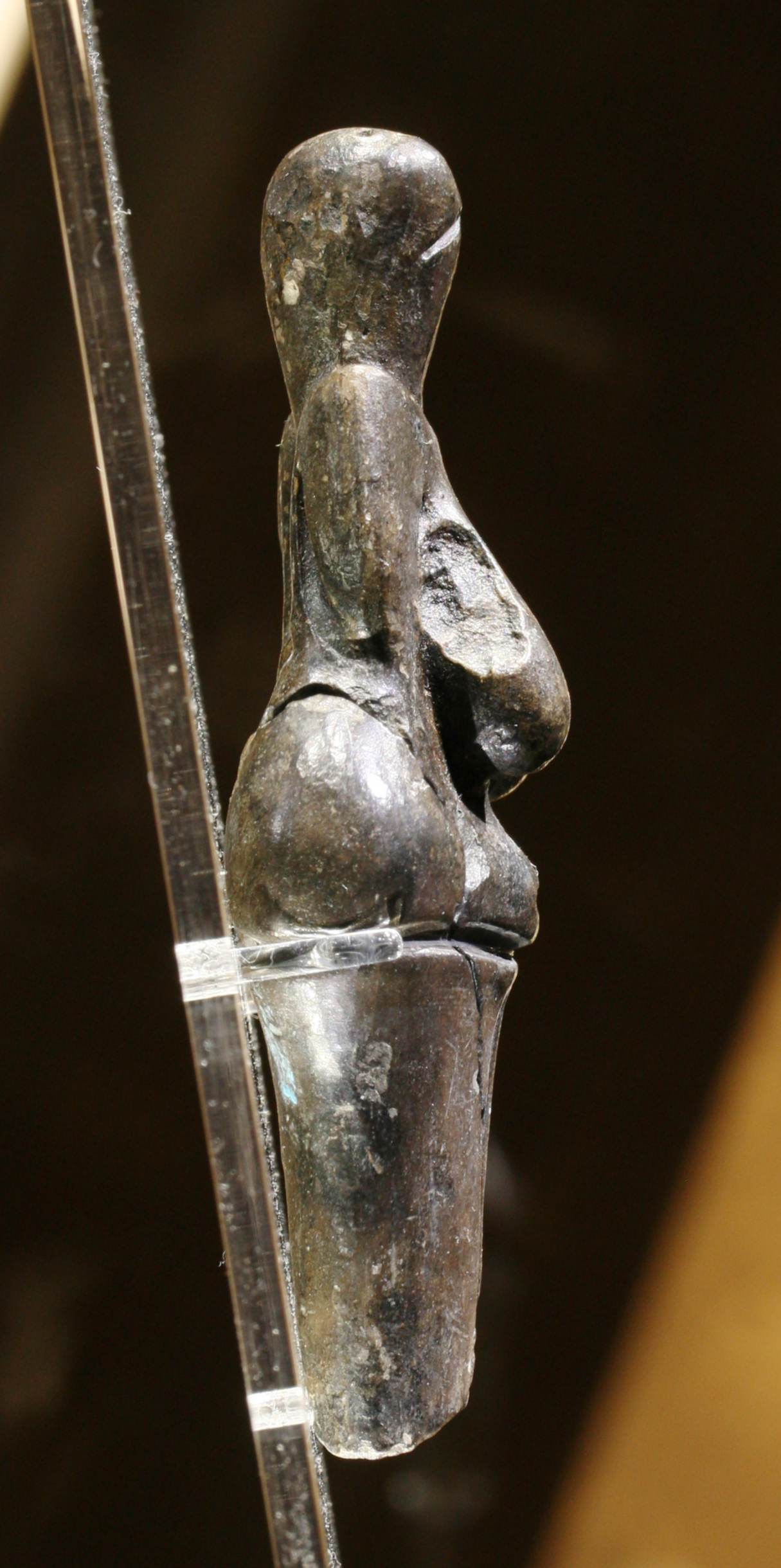
Vênus de Dolní Věstonice (parte direita)